# Џејмс Робертс
Џејмс Робертс (енгл. James Roberts; Твид Хедс, 11. април 1991) аустралијски је пливач чија специјалност је пливање слободним стилом у спринтерским тркама. Освајач је олимпијских и светских медаља и учесник Олимпијских игара.

## Каријера
Први значајнији резултат у каријери остварио је на националном првенству 2011. године када је трку на 100 метара слободно испливао у времену од 48,72 секунде што му је донело титулу националног вицепрвака и квалификацију за светско првенство. На свом Првом светском првенству, у Шангају 2011, Робертс је освојио две медаље, обе као члан штафета, и то злато на 4×100 слободно и сребро на 4×100 мешовито.
Већ наредне године, на националном првенству, успео је да се избори за место у олимпијском тиму Аустралије за ЛОИ 2012. у Лондону где је пливао у штафети 4×100 слободно (4. место у финалу) и на 100 слободно (12. место у полуфиналу са временом од 48,75 секунди).
На националном првенству у Аделејду одржаном у априлу 2016, а које је уједно представљало и изборно такмичење за ЛОИ 2016, поново је успео да се квалификује за олимпијске игре. У Рију је Робертс пливао само у штафетној трци 4×100 m слободно (у квалификацијама 48,33 и у финалу 48,88 секунди), а Аустралијанци су освојили бронзану медаљу.
На светском првенству у Будимпешти 2017. Робертс се такмичио само у трци на 50 слободно у којој је испливао укупно 22. време квалификација (22,29 секунди) и није успео да се пласира у финале.
Током целе каријере Робертс је често имао проблема са повредама рамена због чега је био присиљен и да се подвргне хириуршким захватима током 2013. године.